# ألعاب الصالات

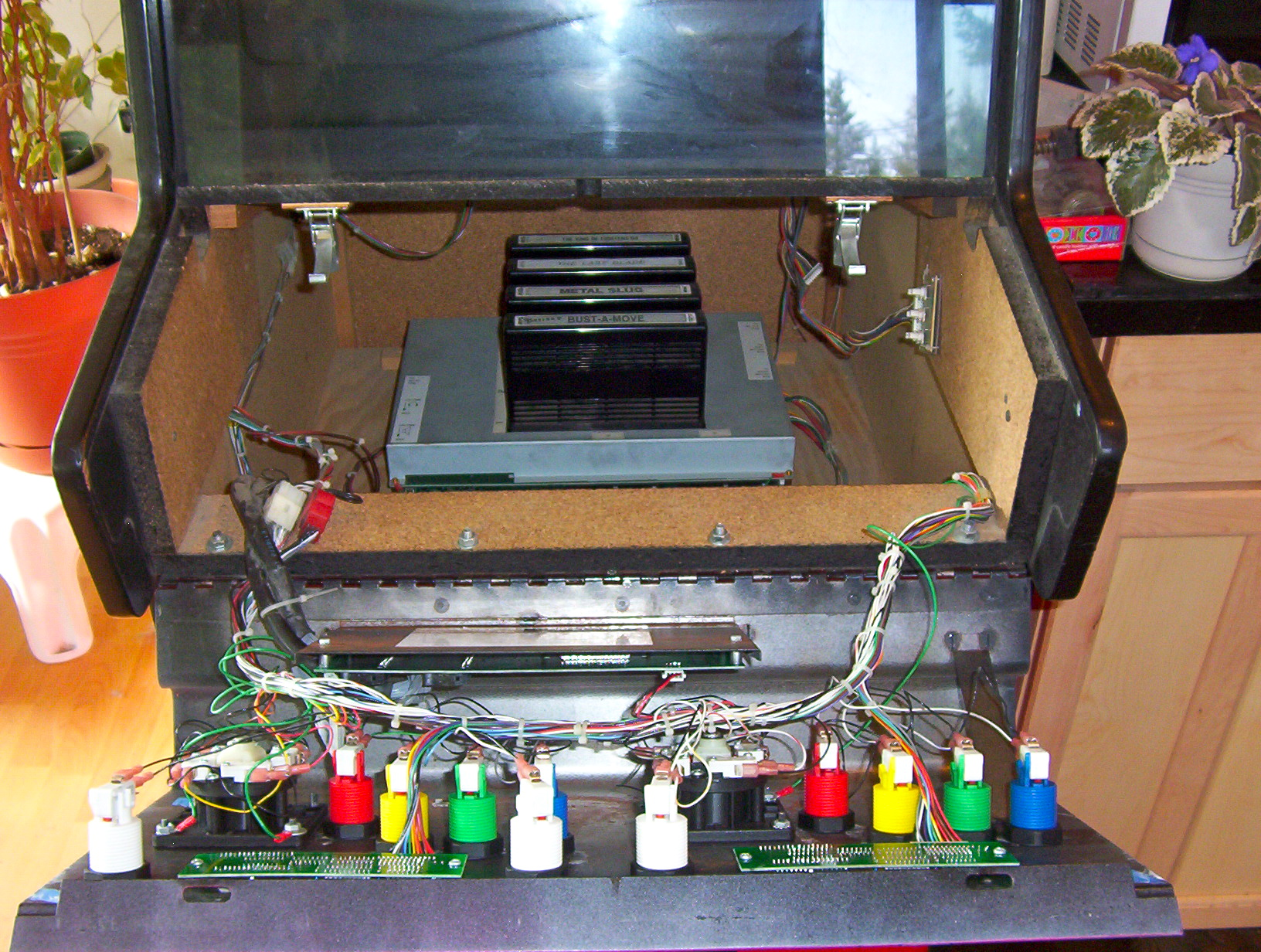
المحتوى الداخلي لصالة لعبة الفيديو ومكونة من 3 أشرطة.

ألعاب الصالات أو ألعاب آركيد (بالإنجليزية: Arcade Games)‏ هي آلات تسلية تعمل باستخدام النقود المعدنية، وغالبًا ما توضع في المراكز التجارية العامة مثل المطاعم والحانات وخاصة أماكن الألعاب الإلكترونية. ومعظم ألعاب الصالات عبارة عن آلات ألعاب فيديو وآلات لألعاب الكرة والدبابيس وألعاب كهروميكانيكية وألعاب المكافأة وألعاب التجارة (مثل كلاو كران (claw crane)).
وكان العصر الذهبي لألعاب فيديو الصالات من أواخر سبعينيات القرن العشرين (1976-1979) حتى منتصف تسعينيات القرن العشرين (1994-1995). وفي حين ظلت ألعاب الصالات مشهورة نسبيًا أثناء أواخر تسعينيات القرن العشرين (1996-1999)، فقد شهد هذا النوع من الوسائط تراجعًا متواصلاً في الشعبية في العالم الغربي عندما تحول نظام لعبة الفيديو من ثنائي الأبعاد إلى ثلاثي الأبعاد. وعلى الرغم من هذا التحول إلا أن ألعاب آركيد لا تزال مشهورة في آسيا.
كذلك، يُستخدم مصطلح «ألعاب الصالات» حتى وقت قريب للإشارة إلى ألعاب الفيديو المُصممة لتشبه لعبة آركيد التقليدية (باتخاذ عرض متساوي الأبعاد وثنائي الأبعاد و لعب إحراز النقاط وألعاب الصراع من أجل الحياة وغيرها) ولكن بدلاً من هذه الألعاب صدرت ألعاب أخرى مثل ألعاب إكس بوكس لايف آركيد أو لعبة حاسوب.

## معلومات تاريخية
حققت «ألعاب الصالات» شهرتها لأول مرة كألعاب تقام في منتصف الطريق في المدن الترفيهية مثل معرض صور لعبة إطلاق النار وألعاب الكرة والاقتراع بالعملة النقدية، والآلات الحديثة التي تعمل بالنقود المعدنية مثل تلك التي يدعى أنها تخبر الشخص بحظه أو تلعب موسيقى ميكانيكية. وقد كانت الألعاب التي تقام في منتصف الطرق في عشرينيات القرن الماضي في المدن الترفيهية (مثل كوني آيلاند في نيويورك) مصدر إلهام لابتكار ألعاب الصالات الحديثة.
وفي ثلاثينيات القرن الماضي صُنعت آلات كرة ودبابيس تعمل بالعملات المعدنية. وتختلف آلات التسلية القديمة هذه عن نظرائها الإلكترونية التي ظهرت لاحقًا في أنها كانت مصنوعة من الخشب ولم يكن لديها أيضًا مكبس أو أسطح مضيئة لساحة اللعبة وتستخدم القراءة الميكانيكية بدلاً من عد النقاط إلكترونيًا. وبحلول 1997 تقريبًا، تحولت معظم آلات لعبة الكرة والدبابيس أثناء الإنتاج إلى استخدام الإلكترونيات المتطورة لكل من التشغيل وتسجيل النقاط.